# Eviota sparsa
Eviota sparsa és una espècie de peix de la família dels gòbids i de l'ordre dels perciformes.

## Morfologia
Els mascles poden assolir els 2,1 cm de longitud total.

## Distribució geogràfica
Es troba a Indonèsia, les Filipines, Palau, la Gran Barrera de Corall, Samoa i Tonga.